# Tel Dan

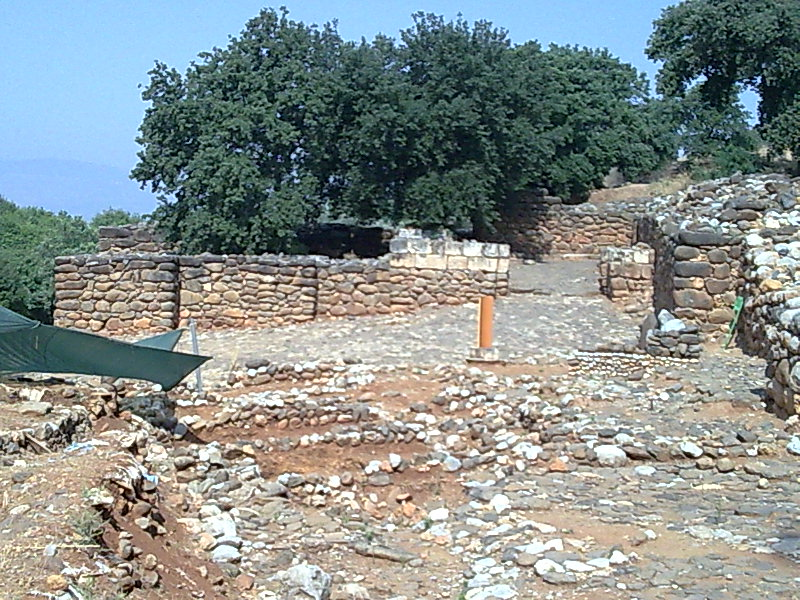
Tel Dan: Muro sur de la ciudad.

Tel Dan ("Monte de Dan", תל דן en hebreo), también conocida como Tel el-Qadi (Monte del juez en árabe, تل القاضي), es un yacimiento arqueológico en Galilea, Israel, próximo a las alturas del Golán, seguramente sobre la antigua ciudad bíblica de Dan, límite norte del Reino de Israel, conocida como Laís en el Libro de los Jueces antes de su conquista por la tribu de Dan.

## Geografía

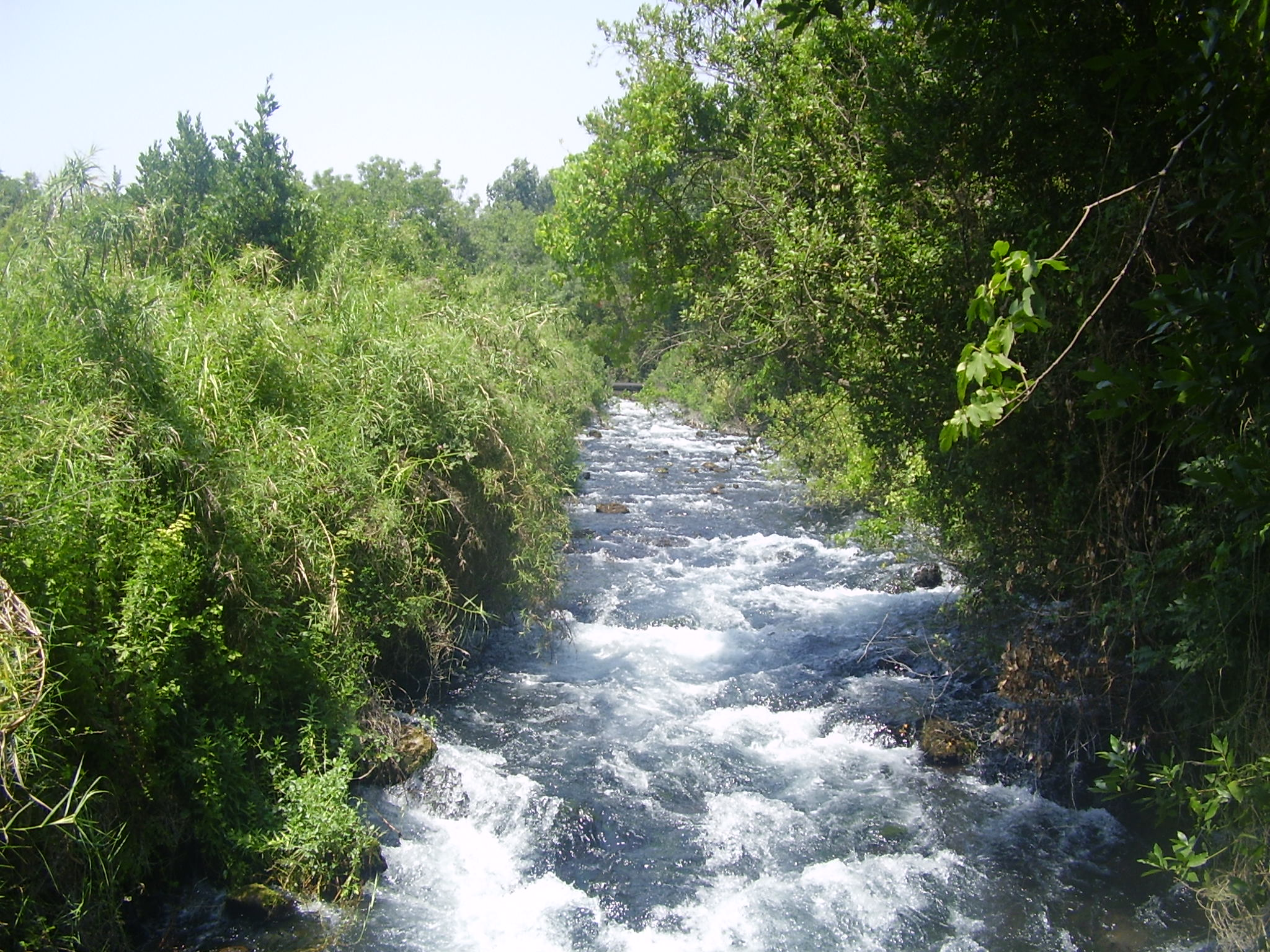
Aguas del río Dan, tributario del Jordán, en las cercanías de Tel Dan

Al oeste de Dan se encuentran las montañas meridionales de la cordillera del Líbano, mientras que al este y al norte están el monte Hermón. El derretimiento de la nieve de Hermón proporciona la mayor parte de agua del río Jordán a través de un afluente, el río Dan, haciendo al área de Tel Dan altamente fértil. La exuberante vegetación resultante hace que la zona que rodea a Dan parezca un tanto fuera de lugar comparada con la región árida a su alrededor.

## Historia de Dan

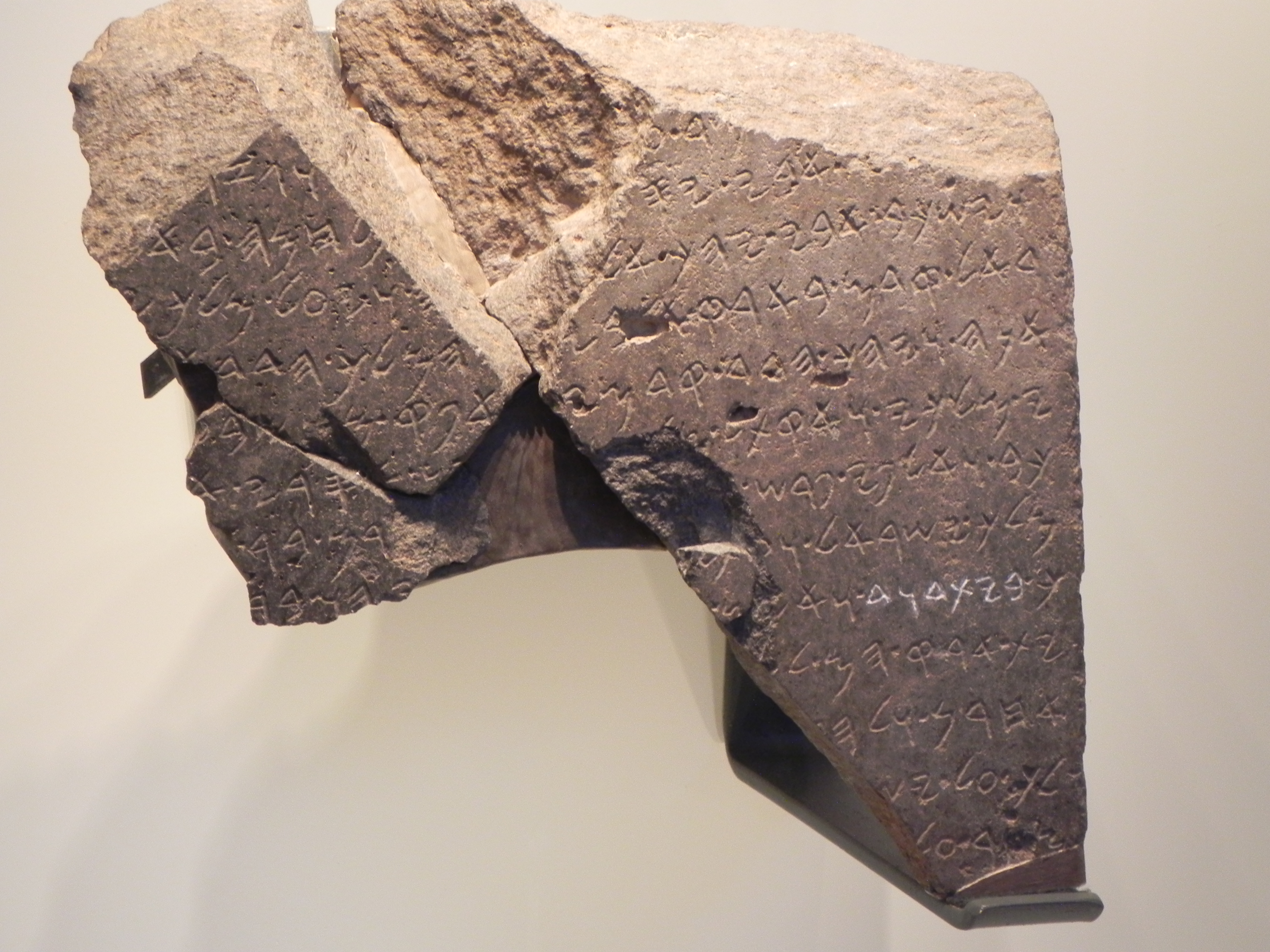
Inscripción Tel Dan. כתובת תל דן en el Museo de Israel en Jerusalén

### Periodo pre israelita
De acuerdo con los restos arqueológicos hallados, la ciudad de Dan fue ocupada originalmente a finales del Neolítico (ca. 4500 a. C.), aunque en algún momento del cuarto milenio antes de Cristo fue abandonada, abandono que duró cerca de 1000 años.
Según el Libro de los Jueces, antes que la tribu de Dan ocupara los terrenos, la ciudad fue conocida como Laís, y forjó una alianza con la ciudad de Sidón, lo que presumiblemente indica que los habitantes de Dan eran fenicios. Esta alianza tuvo escasos beneficios prácticos, debido a la distancia entre Dan y Sidón, acrecentada por estar separadas por la cordillera del Líbano. Asimismo, a causa de las montañas de Hermón, la ciudad también se aisló de los asirios y de los arameos; la Septuaginta menciona que la ciudad fue incapaz de hacer una alianza con los arameos. El texto masorético no menciona los arameos, pero afirma en cambio que la ciudad no tenía "relaciones con ningún hombre", aunque los críticos textuales creen que se trata de un error tipográfico, entendiendo Adham (hombre) en vez de Aram (arameos).

### Ocupación por la tribu de Dan
De acuerdo con la narración del Libro de los Jueces sobre el ídolo de Miqueas, la tribu de Dan no tenía en ese momento ningún territorio israelita a su nombre, por lo que, después de explorar el territorio, decidieron finalmente atacar la ciudad de Laís para capturarla, ya que la tierra alrededor de ella era fértil, la ciudad estaba desmilitarizada y no tenía alianzas políticas lo suficientemente efectivas.
La mayoría de los eruditos bíblicos creen que la tribu de Dan era uno de los llamados Pueblos del Mar, por lo que se mantuvieron en sus embarcaciones a inicios del canto de Débora, y no tenían tierras israelitas propias, aunque algunos eruditos conservadores argumentan que la tribu de Dan fue continuamente migrando debido a que fueron expulsados de sus tierras originales por los filisteos.
La narración en Jueces describe a la tribu de Dan derrotar brutalmente al pueblo de Laís y quemando la ciudad por completo, tras lo cual construyeron su propia ciudad en el mismo lugar. Sin embargo, los eruditos textuales creen que el relato entero sobre el ídolo de Miqueas es una "mancha" en la historia del santuario de Dan, hecha por uno o más escritores que se oponían a la presencia de ídolos, y que, por lo tanto, la brutalidad aparente con que se describe a los danitas puede no reflejar la realidad histórica.] El relato afirma que Laís luego fue rebautizada como Dan, y que tenía un santuario lleno de ídolos, que se mantuvo en uso hasta la época en que fue capturada la ciudad, mientras que la casa de Dios dejó de estar en Siló. Los estudiosos creen que lo primero se refiere a la conquista asiria del Reino de Israel por Tiglatpileser III en 733/732 a. C., y que lo último se refiere al tiempo de la reforma religiosa de Ezequías; otra posibilidad, sin embargo, apoyada por una minoría de estudiosos, es que la época en que fue capturada la ciudad es un error tipográfico y debería decir el tiempo de cautiverio del arca, en referencia a la batalla de Eben-Ezer, y la captura filistea del Arca, y que el cese de la casa de Dios en Siló también se referiría a esto.

### Reino de Israel
Según el Libro de los Reyes, Jeroboam I estableció dos ídolos de oro en forma de becerros: uno en Dan por el norte, y otro en Betel por el sur. Algunos estudiosos creen que aquí es donde se origina en realidad la historia elohísta del becerro de oro de Aarón, debido a la oposición en algunos sectores de la sociedad israelita (incluidos los propios elohístas) al ídolo de aparente culto de Jeroboam. Sin embargo, estudiosos de la Biblia creen que Jeroboam estaba tratando de superar al santuario de Jerusalén (Templo de Salomón), mediante la creación de una sede de Dios que se extendiera por todo el reino de Israel, y no sólo un pequeño espacio por encima del Arca de la Alianza en Jerusalén. La sede de Dios en el santuario de Jerusalén tenía un querubín a cada lado, mientras que los estudiosos creen que Jeroboam estaba usando los becerros para representar los dos lados de su sede destinada a Dios - lo que implicaría que todo su reino era igual en santidad al Arca
Dan sufrió durante la era de la expansión de los arameos, por ser la ciudad israelita más cercana a ellos. Las distintas incursiones señaladas en el Libro de los Reyes sugieren que Dan cambió de manos por lo menos cuatro veces entre el reino de Israel y los arameos, en el tiempo que Israel estaba gobernada por Ajab y el rey de los arameos era Ben Hadad I y sus sucesores. Alrededor de este tiempo, la estela de Tel Dan fue creada por los arameos, durante uno de los períodos de su control de la ciudad de Dan. Cuando el imperio asirio se expandió hacia el sur, el reino de Israel llegó a ser inicialmente un estado vasallo, pero después de rebelarse, los asirios invadieron la ciudad, que cayó definitivameente a manos de Tiglatpileser III en 733/732 a. C.

## Descubrimientos arqueológicos de Tel Dan

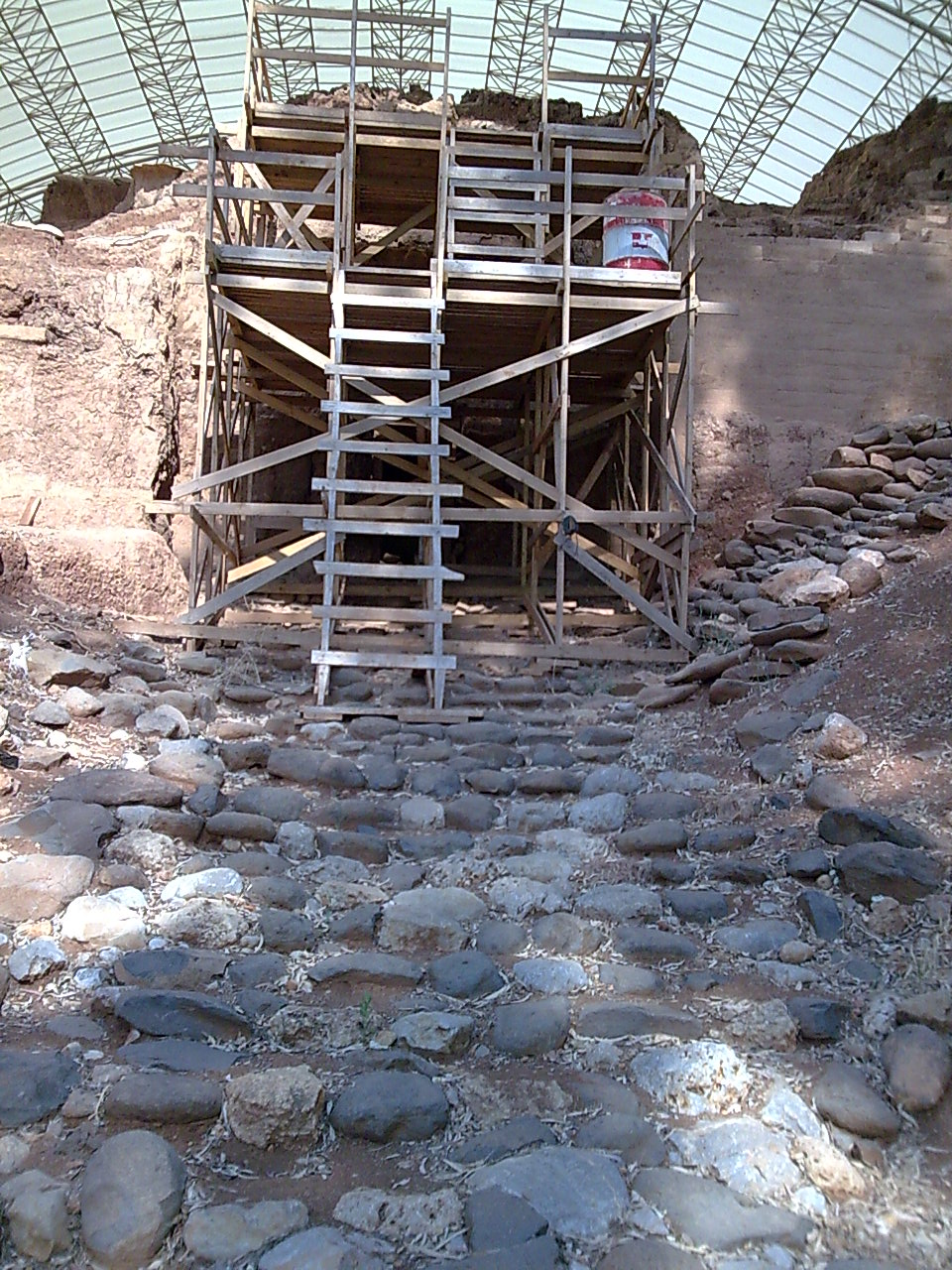
Excavaciones en Tel Dan.

Los descubrimientos en el sitio de Tel Dan datan del Neolítico, circa 4500 a. C, y los restos encontrados incluyen desde paredes de 0,8 m de ancho hasta fragmentos de cerámica. Según parece, el sitio fue ocupado en el Neolítico por varios siglos antes de ser abandonado por cerca de 1000 años.
Dentro de los restos del muro de la ciudad, cerca del pórtico exterior, se encontró un fragmento que aparentemente correpondería a una estela. Este fragmento de basalto, conocido como Estela de Tel Dan, contiene una inscripción en arameo que se referiría a uno de los reyes arameos de Damasco, Hazael (c 840 a. C), aunque algunos estudiosos creen que se refiere a Ben-Hadad (c 802  a. C). Muy poco de la inscripción se mantiene, pero el texto contiene las letras 'ביתדוד' (BYTDWD) que algunos arqueólogos creen que quiere decir Casa de David (Beth David en hebreo). En la línea inmediatamente superior, se lee el texto 'MLK YSR'L', i.e. "Melek Yisrael" o sea "Rey de Israel" en hebreo
(los escritos hebreos tanto de la época como de hoy no poseen vocales).
En 1992, con el fin de poner en orden el lugar para su apertura al público en general, se removió un montón de escombros que databan del tiempo en que los asirios destruyeron la ciudad (733/2 a. C.). Inesperadamente, una puerta de enlace a la ciudad, desconocida hasta entonces, fue descubierta. La entrada conducía a un patio empedrado donde había una plataforma de piedra, la que ha sido identificada por algunos literalistas bíblicos como el podio para el becerro de oro que, de acuerdo a la Biblia, fue colocada por Jeroboam I.

## La Puerta de Abraham
Las excavadoras de Tel Dan descubrieron una puerta de la ciudad hecha de ladrillos de barro, que se estima construida alrededor del 1750 a. C., en el período de los patriarcas bíblicos. Su nombre popular es la "Puerta de Abraham", porque Abraham viajó a Dan para rescatar a su sobrino Lot. Génesis 14:14: "Y cuando oyó Abram que su pariente estaba prisionero, armó a sus criados, nacidos en su propia casa, trescientos dieciocho, y los condujo hasta Dan." La puerta se ha convertido en una atracción turística. La Puerta de Abraham fue restaurada completamente a fines de los años 2000.